# J'ai menti
Production
Diffusion
J'ai menti est une série télévisée franco-belge réalisée par Frédéric Berthe d'après un scénario de Bénédicte Charles et Olivier Pouponneau et diffusée en Belgique sur La Une à partir du 15 août 2021 et en France à partir du 6 octobre 2021 sur France 2.
Cette fiction est une coproduction d'UGC Fiction, Les Films du 24, France Télévisions, Be-Films et la RTBF (télévision belge).
La série met en scène Camille Lou dans le rôle d'Audrey, 35 ans, unique rescapée d'un mystérieux tueur en série qui a sévi dans la région de Biarritz 16 ans plus tôt : elle est brutalement ramenée à son passé lorsqu'une jeune fille de 17 ans est retrouvée assassinée.

## Synopsis
En 2003, un tueur en série surnommé le tueur d'Itsas sévit dans la région de Biarritz, : après les avoir tuées, il rase ses victimes et les nettoie à l'eau de Javel pour effacer toutes traces.
À la même époque, Audrey est une adolescente dont les journées sont consacrées au surf, à la plage et aux soirées en club,.
Mais sa vie prend un tournant dramatique le soir où elle s'introduit avec son petit ami Éric dans une villa luxueuse pour s'amuser. Par jeu, ce dernier lui passe un collier de grande valeur au cou mais un incendie se déclenche soudain : Éric panique et s'enfuit en voiture, abandonnant Audrey qui fuit seule dans la forêt, où elle se fait agresser par un inconnu qui tente de la tuer,. La jeune fille arrive à lui échapper, perd le collier et rentre chez elle à l'aube,,. Éric n'a qu'une seule préoccupation : éviter qu'Audrey ne révèle leur effraction à la police,. À l'hôpital, elle apprend que le père de sa meilleure amie Elaura, le pompier Franck Montel, a été grièvement brûlé dans l'incendie. Interrogée par le commandant Joseph Layrac, l'adolescente terrifiée ment sur le lieu et les conditions de son agression pour cacher les faits commis la veille. Elle laisse la police accuser un Argentin d'être Itsas mais le suspect se suicide en prison et, peu après, Elaura est tuée par Itsas ! Les mensonges d'Audrey sont alors révélés au public.
Seize ans plus tard, en 2019, Audrey, mariée et mère de famille, est une avocate de 35 ans établie à Paris,. Elle apprend que le corps sans vie d'une fille de 17 ans a été retrouvé dans les bois de Guéthary près de Biarritz,,,, avec un collier de grande valeur autour du cou. Audrey est persuadée que le tueur est de retour car elle reconnaît sur les photos de la jeune Maialen Inuretta le collier que son agresseur lui avait arraché en 2003 : elle revient donc à Biarritz et propose ses services d'avocate aux parents de la jeune victime.
Mais, pour certains dans la région, elle est loin d'être la bienvenue.
La  mini-série se termine sur les paroles du mari d'Audrey : "Qui sommes-nous pour prétendre savoir ce qui se passe dans la tête d'une femme victime d'une agression ? Comment osons-nous édicter le comportement qu'elle est censé adopter après son traumatisme ? Nous pensons tout savoir de la proie et du chasseur. Et lorsque nous mettons en doute la réalité d'une agression, les chasseurs c'est nous, les agresseurs c'est nous. C'est ce que j'ai compris en découvrant l'histoire d'une femme exceptionnelle dont je partage la vie depuis 10 ans : Audrey Barreyre-Vigne, la femme qui a permis de démasquer Itsas."

## Distribution
- Famille d'Audrey
  - Camille Lou : Audrey Barreyre / Maître Audrey Vigne
  - Hubert Delattre : Jean-Christophe Barreyre, le père
  - Annelise Hesme : Sophie Barreyre, la mère
  - Enzo Lascaux : Gabriel Barreyre, le petit frère
  - Pierre Vigié : Gabriel Barreyre adulte
  - Nicolas Amen : Éric, le petit ami d'Audrey en 2003
  - Christopher Bayemi : Jean Vigne, le mari d'Audrey en 2019
  - Samuel Tchaffa Dounou : Louis Vigne, le fils d'Audrey
- Police 2003
  - Thierry Neuvic : commandant Joseph Layrac, chargé des enquêtes en 2000-2003
  - Frédéric Abdelkader : Sylvain
  - Thomas Sagols : Corentin
  - Arthur Seth : Pascal
- Police 2019
  - Marilyn Lima : capitaine Pauline Layrac, fille de Joseph Layrac, chargée de l'enquête en 2019
  - Oscar Berthe : Léo
- Famille Montel
  - Ilona Bachelier : Elaura Montel, grande amie d'Audrey en 2003
  - Patrick Medioni : Franck Montel, père d'Elaura, pompier gravement brûlé lors de l'incendie de 2003
  - Natalia Dontcheva : Marianne Montel
- Familles Inuretta et Condé
  - Prune Ventura : Maialen Inuretta, la victime de 2019
  - Nicolas Abraham : Victor Inuretta, père de Maialen
  - Hélène Seuzaret : Catherine Inuretta, mère de Maialen
  - Aloys Jammot : Iban Inuretta, petit frère de Maialen
  - Stéphan Guérin-Tillié : Mikel Condé, parrain de Maialen
  - Roxane Bret : Ana Condé, meilleure amie de Maialen et baby-sitter d'Iban
- Autres personnages
  - Vincent Heneine : Patxi
  - Prudence Leroy : Chloé, grande amie d'Audrey et Elaura en 2003, et gestionnaire de l'hôtel Lurra Lasaï en 2019
  - José-Luis Gomez : bijoutier espagnol

Actrices et acteur de la série
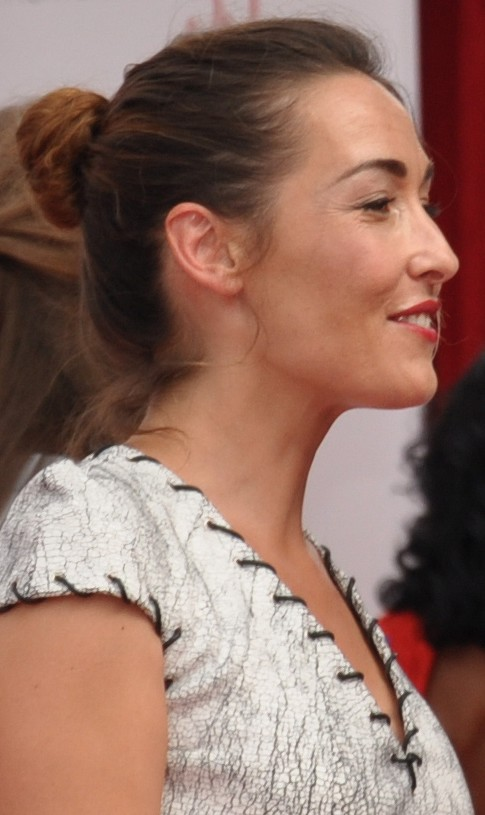
Annelise Hesme (Sophie Barreyre).
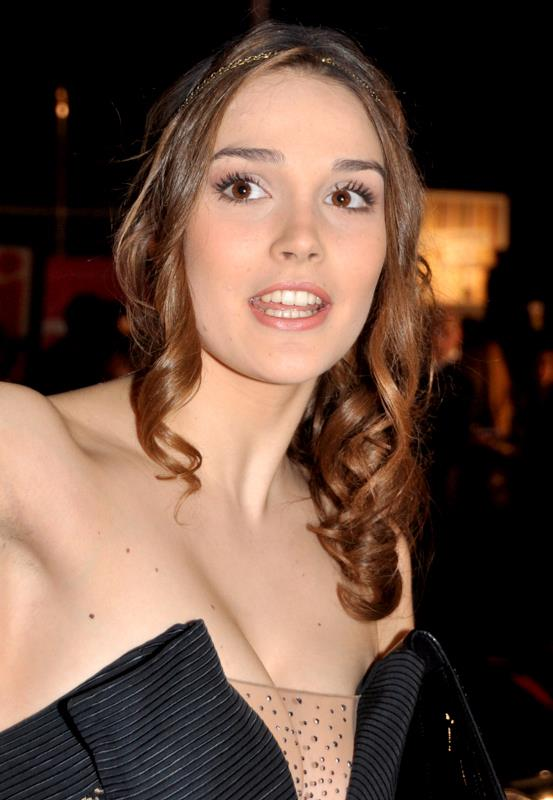
Camille Lou (Audrey Barreyre).
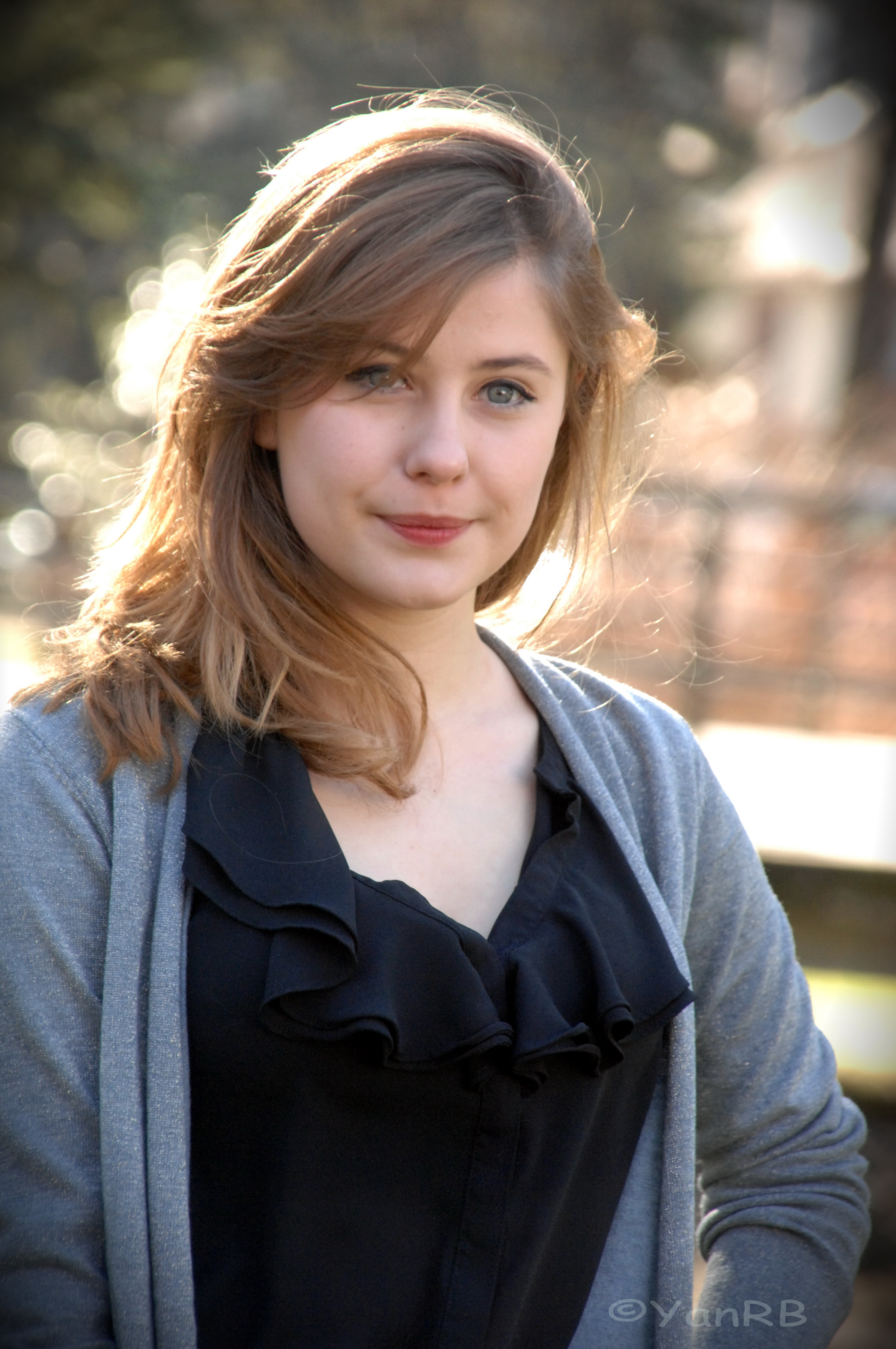
Roxane Bret (Ana Condé).
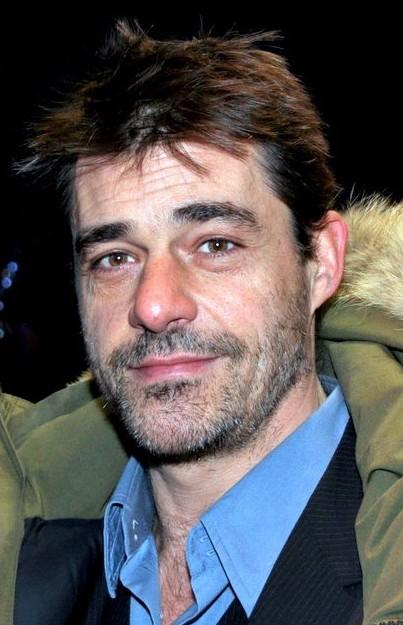
Thierry Neuvic (commandant Joseph Layrac).
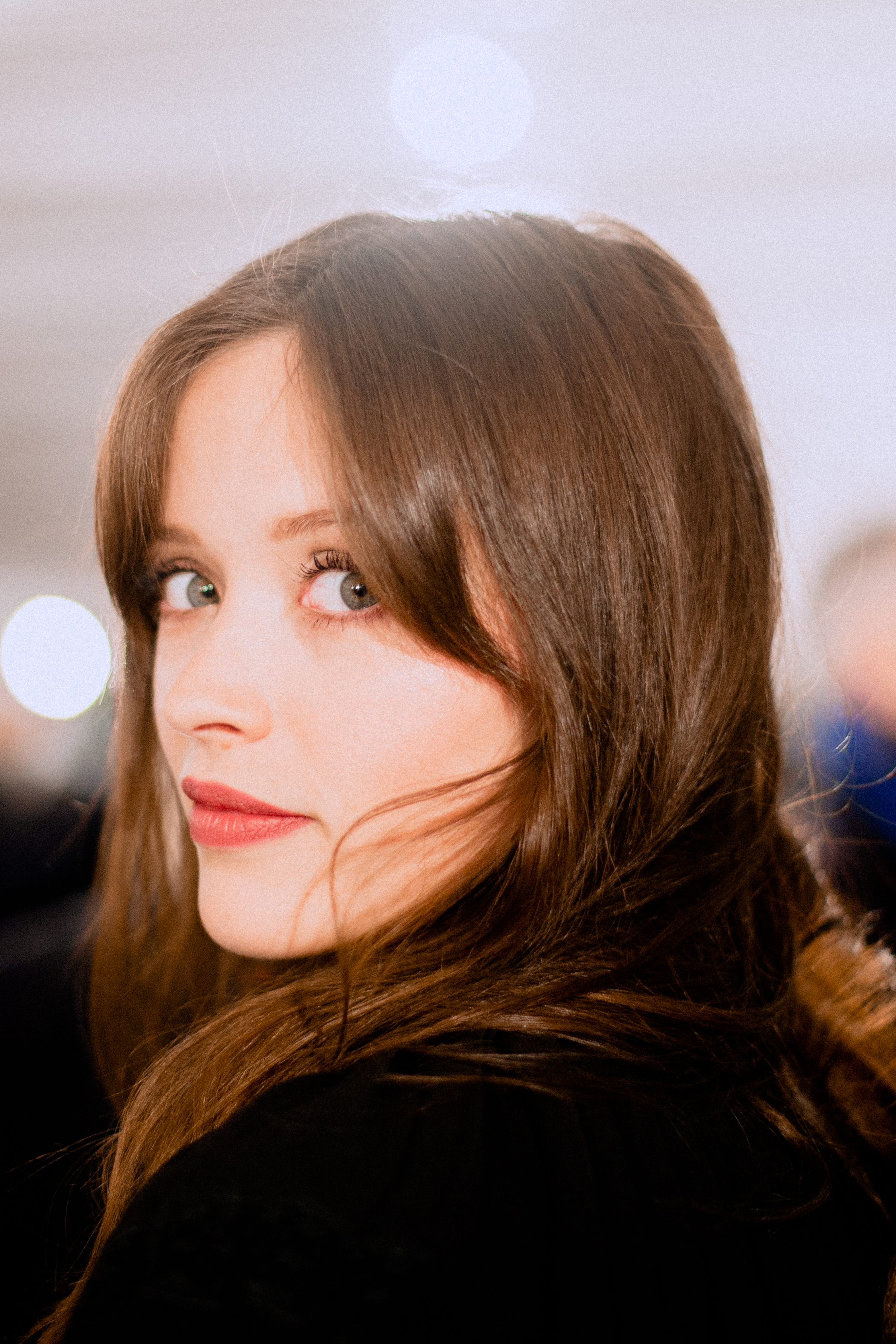
Marilyn Lima (capitaine Pauline Layrac).

## Production

### Genèse et développement
Cette fiction est une coproduction entre UGC Fiction, Les Films du 24, France Télévisions, Be-Films et la RTBF (télévision belge), avec le soutien de la région Nouvelle-Aquitaine.
La série a été créée et écrite par Bénédicte Charles et Olivier Pouponneau, co-créateurs de la série Mirage.
La série est une pure fiction mais le personnage d'Audrey est inspiré par une rescapée : « Une des auteurs, qui a été journaliste avant, a été frappée par le profil d'une rescapée lors d'un procès. C'est ce qui l'a inspiré » selon Karine Evrard, productrice de la série.

### Casting
La série est portée par Camille Lou, qui a été révélée en 2012 par la comédie musicale 1789 : Les Amants de la Bastille et que l'on a pu voir dans les séries télévisées Les Bracelets rouges et Maman a tort en 2018, Le Bazar de la Charité en 2019,.
Elle est entourée notamment de Marilyn Lima (SKAM France), Christopher Bayemi (Luther), Roxane Bret (Sam), Hubert Delattre (Zone Blanche), Annelise Hesme (Nina), Hélène Seuzaret (Le crime lui va si bien) et Stephan Guérin-Tillié (Les Innocents),.

### Tournage
Le tournage de la série se déroule du 28 septembre au 15 décembre 2020 sur la côte basque, notamment à Biarritz, à la plage de la Madrague, à la chapelle Notre-Dame de Socorri, au ball-trap d'Urrugne, sur la route de la Corniche et sur le chemin des Crêtes à Urrugne,,,,,.
Le tournage conduit à la transformation du hall du siège de la Fédération compagnonnique du tour de France, à Montbrun (Anglet), en commissariat de police.
L'équipe de tournage s'installe également en octobre 2020 au Jungle café, l'unique discothèque d'Anglet : « Pour les besoins du tournage, on a dû tout remettre en route, mais comme une discothèque de 2003, sourit Érick Ducourneau. Il a fallu disposer des cendriers remplis de mégots sur les tables, puisque à l'époque on avait le droit de fumer ».
Durant le tournage Marylin Lima porte une prothèse pour interpréter le rôle de Pauline, enceinte de huit mois. Selon le réalisateur Frédéric Berthe, cette grossesse permettait de mettre en avant la relation entre Joseph Layrac et sa fille : « Il y avait un intérêt dramatique dans cette situation. Joseph était mis face à une partie de sa vie qu'il avait ratée, à laquelle il n'avait quasiment pas participé, parce qu'il en avait été écarté, et pour cause ! Cela mettait en avant des relations humaines fortes ».

### Fiche technique
- Titre français : J'ai menti
- Genre : Thriller policier
- Production : Karine Evrard, Frank Calderon[1]
- Sociétés de production : UGC Fiction, Les Films du 24, France Télévisions, Be-Films et la RTBF (télévision belge)[10]
- Réalisation : Frédéric Berthe[1]
- Scénario : Bénédicte Charles, Olivier Pouponneau[1]
- Musique : Maxime Ledibois
- Décors : Frank Benezech[1]
- Costumes : Florence Sadaune[1]
- Photographie : Christophe Legal
- Son : Jean Collot
- Montage : Mathieu Molinaro
- Maquillage : Agnès Morlighem
- Pays de production :  France /  Belgique
- Langue originale : français
- Format : couleur
- Nombre de saisons : 1
- Nombre d'épisodes[2] : 6
- Durée : 52 minutes[1]
- Dates de première diffusion :
  - Belgique : 15 août 2021 sur la Une[3],[9],[2],[5]
  - France : 6 octobre 2021 sur France 2[1],[9],[20]

## Accueil

### Audiences et diffusion

#### En Belgique
En Belgique, la série est diffusée le dimanche vers 20 h 50 sur La Une par salve de deux épisodes du 15 au 29 août 2021,,,.
| Épisode              | Diffusion             | Diffusion            | Audience moyenne          | Audience moyenne                       | Réf.   |
| Épisode              | Jour                  | Horaire              | Nombre de téléspectateurs | Part de marché (sur les 4 ans et plus) | Réf.   |
| -------------------- | --------------------- | -------------------- | ------------------------- | -------------------------------------- | ------ |
| 1                    | Dimanche 15 août 2021 | 20 h 47 - 21 h 54    | 212 740                   |                                        | [ 21 ] |
| 2                    | Dimanche 15 août 2021 | 21 h 54 - 23 h 02    | 212 740                   |                                        | [ 21 ] |
| 3                    | Dimanche 22 août 2021 | 20 h 53 - 21 h 52    | 170 597                   |                                        | [ 21 ] |
| 4                    | Dimanche 22 août 2021 | 21 h 52 - 22 h 52    | 170 597                   |                                        | [ 21 ] |
| 5                    | Dimanche 29 août 2021 | 20 h 55 - 21 h 55    | 170 180                   |                                        | [ 21 ] |
| 6                    | Dimanche 29 août 2021 | 21 h 55 - 22 h 55    | 170 180                   |                                        | [ 21 ] |
|                      |                       |                      |                           |                                        |        |
| Moyenne de la saison | Moyenne de la saison  | Moyenne de la saison | 184 505                   |                                        |        |

- Les plus hauts chiffres d'audience
- Les plus bas chiffres d'audience

#### En France
En France, la série est diffusée le mercredi vers 21 h 05 sur France 2 par salve de deux épisodes du 6 au 20 octobre 2021.
| Épisode              | Diffusion                | Diffusion            | Audience moyenne          | Audience moyenne                       | Audience moyenne         | Audience moyenne | Réf.   |
| Épisode              | Jour                     | Horaire              | Nombre de téléspectateurs | Part de marché (sur les 4 ans et plus) | Part de marché (FRDA-50) | Classement       | Réf.   |
| -------------------- | ------------------------ | -------------------- | ------------------------- | -------------------------------------- | ------------------------ | ---------------- | ------ |
| 1                    | Mercredi 6 octobre 2021  | 21 h 05 - 22 h 10    | 3 750 000                 | 17,4 %                                 |                          |                  | [ 22 ] |
| 2                    | Mercredi 6 octobre 2021  | 22 h 10 - 23 h 15    | 3 210 000                 | 18,9 %                                 |                          |                  | [ 22 ] |
| 3                    | Mercredi 13 octobre 2021 | 21 h 05 - 22 h 10    | 3 340 000                 | 15,9 %                                 |                          |                  | [ 23 ] |
| 4                    | Mercredi 13 octobre 2021 | 22 h 10 - 23 h 15    | 2 980 000                 | 16,9 %                                 |                          |                  | [ 23 ] |
| 5                    | Mercredi 20 octobre 2021 | 21 h 05 - 22 h 10    | 3 300 000                 | 15 %                                   |                          |                  | [ 24 ] |
| 6                    | Mercredi 20 octobre 2021 | 22 h 10 - 23 h 15    | 3 030 000                 | 16,4 %                                 |                          |                  | [ 24 ] |
|                      |                          |                      |                           |                                        |                          |                  |        |
| Moyenne de la saison | Moyenne de la saison     | Moyenne de la saison | 3 270 000                 | 16,8 %                                 |                          |                  |        |

- Les plus hauts chiffres d'audience
- Les plus bas chiffres d'audience

### Accueil critique
Pour le quotidien Le Parisien, J'ai menti est « Un bon thriller qui interroge le mensonge, la mémoire et la culpabilité » : ce « polar qui se dévore tout au long des six épisodes au fil desquels la tension va crescendo » est aussi « un coup de sonde sur nos fragilités ».
Télé-Loisirs titre « Camille Lou est parfaite dans cette série à suspense » et précise que « la mini-série événement de la rentrée de France 2 est une franche réussite qui joue habilement avec une double temporalité, tendance très à la mode dans les fictions. Parfaite de bout en bout, la comédienne est aussi juste en adolescente maladroite qu'en mère de famille épanouie ».
Télé Star estime que « la série est bien rythmée avec moult rebondissements au fil des épisodes ».
Pour le réseau de radios locales publiques France Bleu, la série « a tous les ingrédients d'une série polar comme on les aime. Mensonges, suspense et rebondissements, le tout dans un décor exceptionnel ».
L'opinion du magazine Télé 2 semaines est un peu plus nuancée : « Réalisé avec efficacité, un thriller au suspense haletant et intense qui souffre d'une interprétation parfois inégale ».